# Xinyang, Youxi
Xinyang (kinesiska: 新阳) är en köping i sydöstra Kina. Den ligger i Youxi härad i staden Sanming i provinsen Fujian, omkring 140 kilometer väster om provinshuvudstaden Fuzhou. Antalet invånare är 30 454. Befolkningen består av 14 421 kvinnor och 16 033 män. Barn under 15 år utgör 16,0 %, vuxna 15-64 år 71 %, och äldre över 65 år 12,0 %.